# Stempellina ciliaris
Stempellina ciliaris är en tvåvingeart som beskrevs av Maurice Emile Marie Goetghebuer 1944. Stempellina ciliaris ingår i släktet Stempellina och familjen fjädermyggor.
Artens utbredningsområde är Österrike. Inga underarter finns listade i Catalogue of Life.